# Michael Ruhe
Michael Ruhe (* 3. April 1980 in Rinteln) ist ein ehemaliger deutscher Ruderer, der 2002 Vizeweltmeister mit dem Achter war.

## Sportliche Karriere
Michael Ruhe vom Ruderverein Weser von 1885 in Hameln war 1997 Juniorenweltmeister im Zweier mit Steuermann. Bei den Junioren-Weltmeisterschaften 1998 belegte er mit dem Achter den zweiten Platz. 1999 gewann er mit dem Achter die Silbermedaille bei den U23-Weltmeisterschaften, 2000 siegte Ruhe mit dem Achter. Von 2001 bis 2004 war Michael Ruhe Schlagmann des Deutschland-Achters. Bei den Weltmeisterschaften 2001 belegte das Boot mit Sebastian Schulte, Thorsten Engelmann, Johannes Doberschütz, Stephan Koltzk, Jörg Dießner, Enrico Schnabel, Ulf Siemes, Michael Ruhe und Steuermann Peter Thiede den dritten Platz hinter den Achtern aus Rumänien und Kroatien. Im Jahr darauf gewann der Deutschland-Achter in der gleichen Besetzung die Silbermedaille hinter den Kanadiern bei den Weltmeisterschaften in Sevilla. Im Ruder-Weltcup 2003 siegte der Deutschland-Achter bei den ersten beiden Regatten und wurde Zweiter in Luzern. Bei den Weltmeisterschaften erreichte das Boot nur mit Mühe das Finale und belegte dort den sechsten Platz. Bei den Olympischen Spielen 2004 belegte der Deutschland-Achter mit vier Sekunden Rückstand auf den Bronzerang den vierten Platz. Seine letzte internationale Finalplatzierung erreichte Michael Ruhe bei den Weltmeisterschaften 2007 als Fünfter im Zweier mit Steuermann.
Der Zweimetermann war 2001, 2003 und 2004 Deutscher Meister im Achter.